# توماس جانيوري
توماس جانيوري (بالإنجليزية: Thomas January)‏ (8 يناير 1886 بسانت لويس في الولايات المتحدة - 25 يناير 1957 بسانت لويس في الولايات المتحدة) هو لاعب كرة قدم أمريكي في مركز الوسط، شارك في الألعاب الأولمبية الصيفية 1904.

## وصلات خارجية
- توماس جانيوري على موقع أوليمبيديا (الإنجليزية)